# Ованес Аркаехбайр
Ованес Аркаехбайр (арм. Հովհաննես Արքաեղբայր), также Ованес Палтин, Ованес Царебрат — армянский учёный, поэт и миниатюрист XIII века. Известный покровитель искусств, младший брат киликийского царя Хетума I (от одного отца, но разных матерей, отсюда и прозвище аркаехбайр — т. е. брат царя).

## Биография
Родился в 20-х годах XIII века от брака Костандина Пайла со своей второй женой Беатрисией. При крещении получил имя Палтин. Обучение прошёл в монастырской школе Дразарка, у известного педагога, философа и музыканта Барсега. В 1259-м году был назначен архиепископом гаваров Бардзрберд и Молевон, позже стал архимандритом Сиса. Основал школу Грнер и стал её настоятелем. Благодаря его деятельности школы Грнера и Акнера стали культурными центрами Киликийской Армении. Современники называют его "самым учёным мужем". Автор довольно длинной поэмы о своём брате Хетуме, написанной по поводу визита последнего в монгольский двор в 1254—56 годах, панегирик Богородице и Иоанну Крестителю, и одного небольшого церковного гимна. По его просьбе Геворг Скевраци написал толкование «Деяний Апостолов». Свою основную задачу он видел в создании богатой монастырской библиотеки, и тратил много времени на поиски и перепись необходимых рукописей. Рукописи, переписанные им или по его заказу, пользовались большим уважением, и писцы позднего времени с гордостью отмечали, что пользовались рукописями Ованеса, брата царя. Большое внимание уделял художественному оформлению рукописей, был знаменитым миниатюристом. До наших дней дошли около 20-и авторских рукописей Ованеса, из которых особенно известны переписанные и иллюстрированные им Библия 1263—66 гг. и Евангелие 1287 года. Занимался также науками, написал труд по филологии. Умер в 1289 году.

Миниатюры
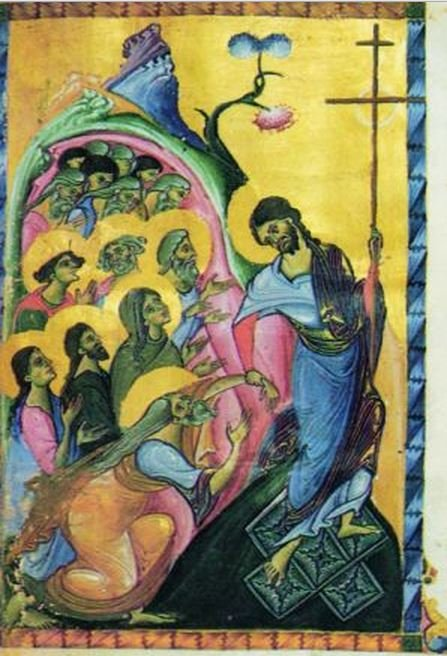
«Уничтожение Ада», из Евангелия Ованеса Аркаехбайра
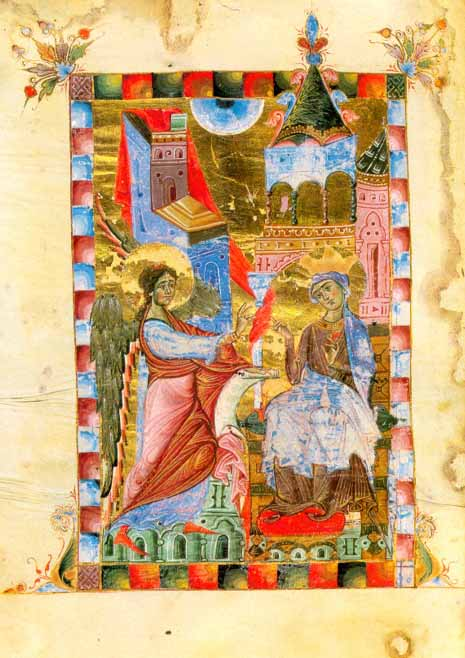
«Благовещение», из Евангелия Ованеса Аркаехбайра